# Fréquence de Planck
Pour les articles homonymes, voir fréquence (homonymie).
En physique, la fréquence de Planck est l'unité de fréquence dans le système d'unités de Planck. C'est l'inverse du temps de Planck.

## Définition
Le temps de Planck est défini par :
{\displaystyle t_{\mathrm {P} }={\sqrt {\frac {hG}{2\pi {c^{5}}}}}={\sqrt {\frac {\hbar {G}}{c^{5}}}}={\frac {\ell _{\mathrm {P} }}{c}}}.
La fréquence de Planck s'en déduit :
{\displaystyle \omega _{\mathrm {P} }={\sqrt {\frac {2\pi {c^{5}}}{hG}}}={\sqrt {\frac {c^{5}}{\hbar {G}}}}={\frac {c}{\ell _{\mathrm {P} }}}}
où :
{\displaystyle \hbar } est la constante de Planck réduite,
{\displaystyle G} la constante gravitationnelle,
{\displaystyle c} la vitesse de la lumière dans le vide,
{\displaystyle \ell _{P}} la longueur de Planck.

## Valeur
Dans le Système international d'unités, la valeur  de la fréquence de Planck est :
{\displaystyle \omega _{\mathrm {P} }=1{,}854\ 858\times 10^{43}} Hz,
avec une erreur relative de l'ordre de 10−4.

## Interprétation
La fréquence de Planck est la plus grande fréquence discernable. En effet, comme deux évènements distincts ne peuvent pas être séparés par moins que le temps de Planck tP, la période d'un phénomène physique ne peut pas être inférieure à tP, donc sa fréquence ne peut pas être supérieure à 1/tP.
La fréquence de Planck est notamment la limite supérieure de la fréquence d'un rayonnement électromagnétique. La relation de Planck-Einstein montre qu'un photon ayant cette fréquence transporte une énergie de Planck.
En termes de débit d'information, c'est le débit maximum pour lequel les bits peuvent être distingués par un appareil physique.